# ムーンレット

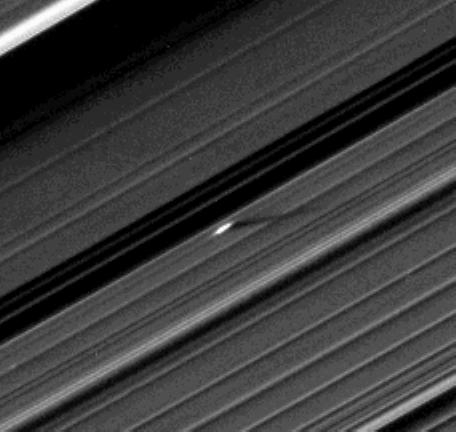
土星A環のエンケの間隙のすぐ外側を公転する小衛星「イアハート」（直径400m）。

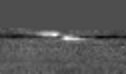
土星A環の小衛星「ブレリオー」とその周囲に形成されたプロペラ形の擾乱。この種の天体はその外見から「プロペラ・ムーンレット」と呼ばれ、土星の環の中に複数見つかっている。

ムーンレット（英語: moonlet）とは、惑星・準惑星・小惑星などの周囲を公転する特別に小さい衛星のこと。この言葉は、次のような3種類の異なる天体を指す。
- 惑星の環に埋め込まれたベルト状の小天体のこと。土星のA環・B環（S/2009 S 1）[1][2]・F環などに知られている[3]。
- 小惑星の衛星のこと。シルビアの衛星など[4]。
- 天然の孫衛星（衛星の衛星）のこと[5]。

日本語では小衛星とも訳される。ただし「小衛星」は、比較的小型だが “moonlet” と呼ぶには大きすぎるような衛星・不規則衛星などを指すこともあり、必ずしもムーンレットという言葉と対応しているわけではない。